# Ицюань
Ицюань (意拳) — одна из китайских систем единоборств, известная также как «кулак разума (великого предела)»; её «брат близнец» есть Дачэнцюань (хотя по сути одно и то же).
Ицюань, иногда называемый Дачэнцюань, является сравнительно новым боевым искусством — оно было создано в 1920-х Ван Сянчжаем (1885—1963). Ван Сянчжай искал лучших мастеров боевых искусств своего времени, чтобы понять «сущность рукопашного боя». Позже он создал новое искусство, выбросив, со временем, несущественное и то, что могло быть заменено тем, что давало лучшие или более скорые результаты. Постепенно, в системе появились внутренние аспекты, которые стали доминировать над всеми остальными частями.
Чтобы подчеркивать важность сознания, и в обучении и боевом применении, он решил назвать своё искусство Ицюань: «И» означает в данном случае сознание или намерение, «цюань» — кулак. Название было, вероятно, получено за счёт исключения части «Синъ» (форма) из названия боевого искусства Синъицюань, от которого, в основном отталкивался Ван Сянчжай при создании своей системы. При этом Тайцзицюань У-Хао с его нейтрализацией и толканием руками также, оказал мощное влияние на его систему. В конечном счёте, он пришёл к тому, чтобы рассматривать Ицюань не только как боевое искусство или систему оздоровительной гимнастики, продолжая скрыто преподавать боевой аспект только нескольким приближенным ученикам.
Он имел много возможностей проверить ценность Ицюань, как боевого искусства. Он полагал, что все школы воинских искусств ущербны и «уводят учеников дальше от цели». Он и не пытался держать свои взгляды при себе и когда он направлялся в Пекин, в конце 1930-х, Ван Сянчжай бросил открытый вызов всем своим коллегам по боевым искусствам, чтобы «обмениваться идеями и учиться друг из друга». Так как вызов был открытый, то не было нехватки в противниках. Любой претендент должен был сначала победить одного из четырёх лучших учеников Ван Сянчжая, но ни у одного это не получилось. Этими четырьмя студентами были Хань Синцяо, Хун Ляньшунь, Яо Цзунсюнь (возможный преемник Ван Сянчжая) и Чжоу Цзыянь. Ицюань быстро получил репутацию, как очень эффективный боевой стиль (а позже открылось и полезность Ицюань для укрепления здоровья). В это время, Ван Сянчжай изменил название «Ицюань», поскольку он чувствовал, что названия ограничивает представление об искусстве.
Его ученики и публика, ввиду успехов, начала называть стиль «Дачэнцюань» (кит.: «Кулак Большого Достижения») и Ван Сянчжай, после небольшого сопротивления, принял новое название. Однако, позже он вернулся к названию «Ицюань» снова, поскольку он вновь стал полагать, что оно лучше соответствует его искусству.
Методы тренировок Ицюань, позволяют развить мощнейшее внутреннее усилие, обрести здоровье и сверхспособности (сиддхи), на высших этапах мастерства обретается «бесформенная сила».
Древнее знание, дошедшее до нас в виде Ицюань позволяет включить глубинные механизмы нашей психики, направленные как на самооздоровление, так и на повышение энергетического уровня занимающихся.
Это мудрость которая способна на разрушение, но созданная для созидания.

## Обучение
Полное обучение состоит из семи шагов:
- Чжаньчжуан (столбовая работа)(站樁).

- Ши Ли (Проба Силы)(試力) — простые упражнения для того, чтобы узнавать, как контролировать связь целого тела и силу целого тела в движении — другими словами, научиться использовать внутреннее усилие.

- Мо Ца Бу (Шаг Трения)(摩擦步) — изучение того, как удерживать связь целого тела и силу целого тела, перемещаясь.

- Фа Ли (Выброс Силы)(發力) — изучение того, как «выбрасывать» силу, используя внутренние усилие, а не физическую силу. Как выбрасывать её в любом направлении и любой частью тела.

- Туйшоу (Толкающиеся Руки)(推手) — эта часть подобна Толкающимся Рукам в Тайцзицюань (было взято из стиля У-Хао), но со своими особенностями.

- Ши Шэн (Проба Голоса)(試声) — методы увеличение силы выброса внутренней силы, с помощью выкрика.

- Саньшоу (Чжи Чжи Фа)(散手) (Боевая Практика) — свободный спарринг. На всех стадиях обучения, студенты должны следовать самому важному принципу — Используй сознание, а не силу («yong yi bu yong li»).

## Школы Ицюань в России
- Российская Академия Ицюань (линия мастера Яо Ченжуна). Руководитель — Анатолий Криводедов
- Российский Центр Ицюань (Даченцюань)
- Ицюань по линии Чжао Даосиня
- школа Ицюань в России-Мастер Вадим Игнатов (г. Москва)